# Scheibenhardt
Scheibenhardt est une commune allemande de la Verbandsgemeinde Hagenbach dans l'arrondissement de Germersheim. Au sud, son territoire est limitrophe de celui du village français de Scheibenhard, en Alsace, ces deux localités étant séparées par le cours de la rivière Lauter qui marque à cet endroit la frontière entre l'Allemagne et la France.

## Histoire
En mars 1945, Scheibenhardt est la première commune allemande prise par les forces françaises : notamment, des éléments du 4e régiment de tirailleurs tunisiens sont les premiers soldats français entrant en Allemagne nazie comme vainqueurs.

## Personnalité
- Manfred Meurer (1947-2012), géographe et universitaire allemand, spécialiste de la Tunisie, domicilié à Scheibenhardt.

Localisation de Scheibenhardt dans la Verbandsgemeide et dans l'arrondissement.